# Бърнард Монтгомъри
Фелдмаршал Бърнард Лоу Монтгомъри (на английски: Bernard Law Montgomery), известен и с прякора Монти, е британски офицер, един от най-изявените съюзнически генерали по време на Втората световна война. Той командва успешно съюзническите войски във втората битка при Аламейн и последвалото настъпление в Северна Африка. По-късно ръководи десанта в Нормандия, с който започва съюзническото настъпление в Западна Европа.

## Ранни години
Бърнард Монтгомъри е роден през 1887 в Кенингтън, Лондон. Той е четвъртото от деветте деца на англо-ирландския англикански свещеник Хенри Монтгомъри. Семейството произлиза от град Моувил в Северна Ирландия, където имат къща. Самият Монтгомъри се определя като ирландец и човек от графство Донигал. През 1889 семейството се премества в Тасмания, където бащата е назначен за епископ. По-късно Бърнард Монтгомъри твърди, че детството му е нещастно, а отношенията с майка му се влошават до такава степен, че той отказва да отиде на погребението ѝ.
През 1901 Хенри Монгомъри получава ново назначение в Англия и семейството се връща в Лондон. Бърнард Монтгомъри учи в училището Сейнт Пол, а след това в Кралската военна академия Сандхърст. Той едва не е изгонен оттам, след като подпалва свой съученик по време на сбиване. През 1908 е назначен в Кралския уоруикширски полк, като остава на служба в Индия до 1913.

## Първата световна война
Първата световна война започва през август 1914 и още същия месец Монтгомъри е прехвърлен с полка си във Франция. Той участва в отстъплението след битката при Монс, при което половината от хората в батальона му са пленени или убити. По време на контраофанзива при Метерен на 13 октомври 1914 е ранен в десния бял дроб от снайперист.
След като се възстановява в началото на 1915, Монтгомъри е повишен. В началото на 1916 се връща на Западния фронт, където участва като офицер в оперативните щабове в битките при Сома, Арас и Пасхендале. По това време той ръководи подготовката на 9-и корпус под командването на Хърбърт Плъмър. Участва и в битките при Лейе и Ен и завършва войната като изпълняващ длъжността началник-щаб на 47-а британска дивизия с временен чин подполковник.

## Между двете световни войни
След Първата световна война Бърнард Монгомъри командва батальон в Рейнската армия, след което се връща към редовния си чин на капитан. Той описва опита си в поредица учебни памфлети и ръководства. След това посещава щабния колеж в Кембърли и в края на 1920 е назначен за началник-щаб на 17-а пехотна бригада.
По време на Англо-ирландската война бригадата на Монтгомъри е разположена в графство Корк. Въпреки че не става известен с жестокостта си като своя колега Артър Пърсивал, Монтгомъри заявява, че никога не го е „интересувало особено колко къщи са били изгорени“. С времето той стига до заключението, че военно решение на конфликта е невъзможно. През 1923 пише до Пърсивал, че „за да се спечели такава война трябва да си безмилостен“, а демократична Британия от 20 век не би го направила, поради което „единственият начин е да им се даде някаква форма на самоуправление да се оставят сами да потушат бунта“.
През 1923 Монтгомъри е изпратен в 49-а дивизия, през 1925 се връща в Уоруикширския полк като командир на рота, а след това става инструктор в щабния колеж в Кембърли с майорски чин. През 1927 се запознава и жени за вдовицата Елизабет Карвър и на следващата година им се ражда син. През 1931 става подполковник и командващ батальон в Уоруикширския полк, като служи в Палестина, Египет и Индия.
През 1937 Монтгомъри става командващ на 9-а пехотна бригада. През същата година съпругата му е ухапана от насекомо и умира от отравяне на кръвта. На следващата година той организира десантно учение, което привлича вниманието на новия началник на Южното командване Арчибалд Уейвъл. Повишен е в генерал-майор и поема командването на 8-а пехотна дивизия в Палестина, където потушава бунт на арабите. През лятото на 1939 се връща във Великобритания като командващ 3-та пехотна дивизия.

## Втората световна война

### Началото на войната
След като Великобритания обявява война на Германия на 3 септември 1939, 3-та пехотна дивизия е разположена в Белгия като част от Британските експедиционни сили. Монтгомъри предвижда катастрофа, подобна на тази през 1914, и прекарва Странната война в обучение на частите си за тактическо отстъпление. След започването на германската офанзива на 10 май 1940, 3-та дивизия напредва до река Дейле, след което успешно се изтегля до Дюнкерк, връщайки се във Великобритания с минимални жертви. По време на евакуацията на британските и френски части Монтгомъри поема командването на 2-ри корпус.
След връщането си, Монтгомъри влиза в конфликт с командването и остро критикува действията на Експедиционните сили. За кратко е върнат като дивизионен командир, но през юли е повишен в генерал-лейтенант и оглавява 5-и корпус. През април 1941 става командващ на 12-и корпус, а през май 1942 ръководи голямо съюзническо учение, включващо 100 хиляди войници.

### Северна Африка
През 1942 британският министър-председател Уинстън Чърчил, който си поставя за цел да изтласка силите на Оста от Северна Африка, прави промени в командването на британските сили в Близкия изток. През август той посещава Египет и заменя командващия близкоизточните войски Клод Окинлек с Харолд Алекзандър. За командващ на 8-а армия, заемаща отбранителни позиции при Аламейн е назначен Уилям Гот, но след като той е убит, докато се връща към фронта, мястото заема Бърнард Монтгомъри.
Веднага след като заема поста на 13 август 1942 Монтгомъри укрепва ключовите възвишения Алам Халфа, обединява щабовете на сухопътните и военновъздушните части и нарежда да бъдат унищожени плановете за отстъпление. Той полага усилия да повдигне духа на войниците си, които в продължение на месеци отстъпват пред германско-италианските войски, командвани от Ервин Ромел. На 31 август Ромел прави опит да обгради 8-а армия в Боя при Алам Халфа, но понася загуби без да постигне успех.
Въпреки настояванията на правителството за бързо настъпление, Монтгомъри внимателно подготвя действията си, като отделя голямо внимание на снабдяването и изчаква пристигането на подкрепления и въоръжение. Битката при Аламейн започва на 23 октомври 1942 и завършва 12 дни по-късно, превръщайки се в първата голяма и решителна победа по суша на Съюзниците. Както продължителността на битката, така и броят на жертвите (13 500) съответстват на предварителните планове на Монтгомъри. След битката той е повишен в генерал и получава рицарско звание.
След битката при Аламейн 8-а армия напредва с повече от 2000 километра до Тунис след отстъпващите германски войски. Възползвайки се логистичното си и числено превъзходство, Монтгомъри изтласква Ромел от всяка отбранителна позиция, която се опитва да заеме. На 6 март 1943 е отблъснат опит за контраатака при Меденин, а на 20-27 март с обход са завзети позициите на линията Марет.
През кампанията в Северна Африка Монтгомъри започва всеки ден с пълна английска закуска, която е наречена в негова чест Фул Монти (Full Monty).

### Италия
Следващото голямо настъпление на Съюзниците е десанта в Сицилия. По това време се появява пословичното напрежение между Бърнард Монтгомъри и американските командващи. Той се опитва да направи действията на Съюзниците по-предпазливи, но поведението му е възприетио от Джордж Патън и Омар Брадли като самохвалство и придаване на важност.
Монтгомъри остава начело на 8-а армия по време на десанта и настъплението в континентална Италия. Той се оплаква от липсата на координация, разпиляването на усилия и стратегическия безпорядък и с радост напуска италианския фронт на 23 декември.

### Нормандия
Бърнард Монтгомъри се връща във Великобритания, за да поеме командването на 21-ва група армии, която се състои от всички съюзнически сухопътни сили, които трябва да вземат участие в десанта в Нормандия. Предварителното планиране на операцията започва две години по-рано. Монтгомъри решава, че планът на щаба на върховния съюзнически командващ е твърде ограничен и се застъпва за увеличаване на броя на участващите дивизии от три на пет. Както и след оглавяването на 8-а армия, той пътува често до подчинените си части, стремейки се да повдигне духа им и за да контролира лично подготовката им. На 7 април и 15 май Монтгомъри представя своята стратегия за нападението в училището Сейнт Пол. Той предвижда деветдесетдневна битка, завършваща с достигането на всички части до Сена.
По време тежките боеве, продължили два и половина месеца, Монтгомъри не успява да следва първоначалния си план, но в поредица от импровизирани офанзиви съюзническите армии под негово командване постигат една от най-големите победи на Западния фронт. Като цяло до средата на юли той разчита на изтощаването на противника, като завзема полуостров Котентен и Кан. След това е постигнат пробив и германските сили са обкръжени при Фалез.

### Настъплението към Германия
Засилващият се превес на американските войски на Западния фронт (от 2 от 5 дивизии при десанта до 72 от 85 през 1945) прави политически невъзможно командващия сухопътните сили да остане британец. След края на кампанията в Нормандия Дуайт Айзенхауер става командващ сухопътните сили, запазвайки и поста на върховен командващ, а Бърнард Монтгомъри остава командващ 21-ва група армии, вече съставена основно от британски и канадски части. Той се чувства засегнат от тази промяна, въпреки че тя е договорена още преди началото на десанта. Като компенсация Чърчил го повишава във фелдмаршал.
Монтгомъри успява да убеди Айзенхауер да приеме неговата стратегия за еднократна офанзива до Рур през септември 1944. Това е най-нехарактерната му битка – настъплението е смело и зле планирано. То завършва с неуспех при унищожаването на 1-ва въздушнодесантна дивизия край Арнем. В стремежа си да достигне Рур, Монтгомъри забавя завземането на устието на Схелде, с което трябва да се осигури достъп до важното пристанище на Антверпен.
След германската контраофанзива в Ардените на 16 декември 1944, фронтът на американската 12-а група армии е разкъсан и частите северно от германския клин остават изолирани от командващия Омар Брадли. Американските 1-ва и 9-а армия са включени в командваната от Монтгомъри 21-ва група армии. Той успява да организира американските части, скъсява и засилва фронта им и евакуира град Санкт Вит. Според командващия германската 5-а армия Хасо фон Мантойфел, Монтгомъри има важен принос за спирането на германското настъпление.
Айзенхауер иска от Монтгомъри да започне настъпление на 1 януари 1945, за да се срещне с армиите на Джордж Патън, настъпващи от юг от 19 декември, като по този начин германците попаднат в обкръжение. Монтгомъри отказва да рискува пехотните си части, поради лошото време и слабата им подгвеност, и забавя настъплението с два дни, което дава възможност на германските части да се изтеглят. След края на битката за Ардените 1-ва армия е върната в 12-а група армии, а 9-а армия остава в 21-ва група армии до пресичането на Рейн.
Под командването на Монтгомъри 21-ва група армии достига до Рейн през февруари 1945. След педантично планираното пресичане на реката на 24 март и последвалото обкръжение на германската Група армии B в Рур тя спира за известно време настъплението си, като само охранява фланга на американската офанзива. Малко по-късно 21-ва група армии завзема Хамбург и Росток, за да попречи на съветските войски да навлязат в Дания.
На 4 май 1945 в Люнебург Бърнард Монтгомъри приема капитулацията на германските войски в Северна Германия, Дания и Нидерландия.

## След войната
След войната Бърнард Монтгомъри за известно време е командващ британските окупационни войски в Германия. През 1946 г. получава титлата виконт Монтгомъри Аламейнски и е назначен за началник на Имперския генерален щаб. През 1948 г. става върховен командващ на войските на Западноевропейския съюз. През 1951 г. става заместник-командващ на силите на Организацията на Северноатлантическия договор в Европа и остава на този пост до пенсионирането си през 1958 г.
Бърнард Монтгомъри умира през 1976 в дома си в Олтън, Хампшър.